# Stenotomus caprinus
Stenotomus caprinus es una especie de peces de la familia Sparidae en el orden de los Perciformes.

## Morfología
• Los machos pueden llegar alcanzar los 30 cm de longitud total.

## Distribución geográfica
Se encuentra en las costas del  Atlántico occidental: desde Carolina del Norte hasta  Georgia y el Golfo de México (desde el norte de Florida hasta la Península de Yucatán).